# Sörtjärnen (Edefors socken, Norrbotten, 733089-171584)
Sörtjärnen är en sjö i Bodens kommun i Norrbotten och ingår i Luleälvens huvudavrinningsområde.